# كايو فراغوسو
كايو فراغوسو  (بالإنجليزية: Cayo Fragoso)‏ هي جزيرة تابعة لـ كوبا، تبلغ مساحتها الإجمالية 101 كيلومترا مربع.